# Aris Galanopoulos
Aris Galanopoulos (Calamata, 29 de setembro de 1981) é um futebolista profissional grego, defensor.

## Carreira
Aris Galanopoulos representou a Seleção Grega de Futebol nas Olimpíadas de 2004, quando atuou em casa.